# Voo Surinam Airways 764
O Voo Surinam Airways 764 ocorreu em 7 de junho de 1989, quando um avião Douglas DC-8 (prefixo PY-764) da Surinam Airways bateu em 2 árvores quando estava próximo do Aeroporto Internacional de Paramaribo-Zanderij, em Paramaribo, no Suriname.
Dos 178 passageiros e 9 tripulantes que estavam na aeronave, 176 morreram - entre eles, 15 jogadores e o técnico do Kleurrijk Elftal (combinado de jogadores holandeses que possuíam origem surinamesa ou nascidos no país), enquanto outros 8 (entre eles, três atletas do combinado) sobreviveram. O número poderia ser maior, caso o goleiro Stanley Menzo e o atacante Henny Meijer não fizessem um trajeto em outro avião. Foi o pior acidente aéreo na história do Suriname.

## O acidente
O avião McDonnell Douglas DC-8-62 saiu de Amsterdã (Países Baixos) com destino a Paramaribo (Suriname). Embora com 20 anos de uso, a aeronave encontrava-se em condições de fazer o trajeto sem problemas, o que terminou acontecendo.
Porém, quando faltavam apenas 900 metros para pousar no Aeroporto Internacional de Paramaribo-Zanderij, o comandante Will Rogers, que pilotava o avião, errou o cálculo na aproximação e um dos motores bateu numa árvore. Em seguida, a asa direita acertou outra árvore, fazendo com que o Douglas DC-8 virasse de cabeça para baixo, matando 176 passageiros e toda a tripulação. Investigações descobriram que o avião estava numa altitude menor que a permitida (560 pés), e Will Rogers estava com seu brevê (habilitação para pilotar aeronaves) vencido, e também estava com idade acima do permitido para exercer a profissão (66 anos na época).

## As vítimas do acidente

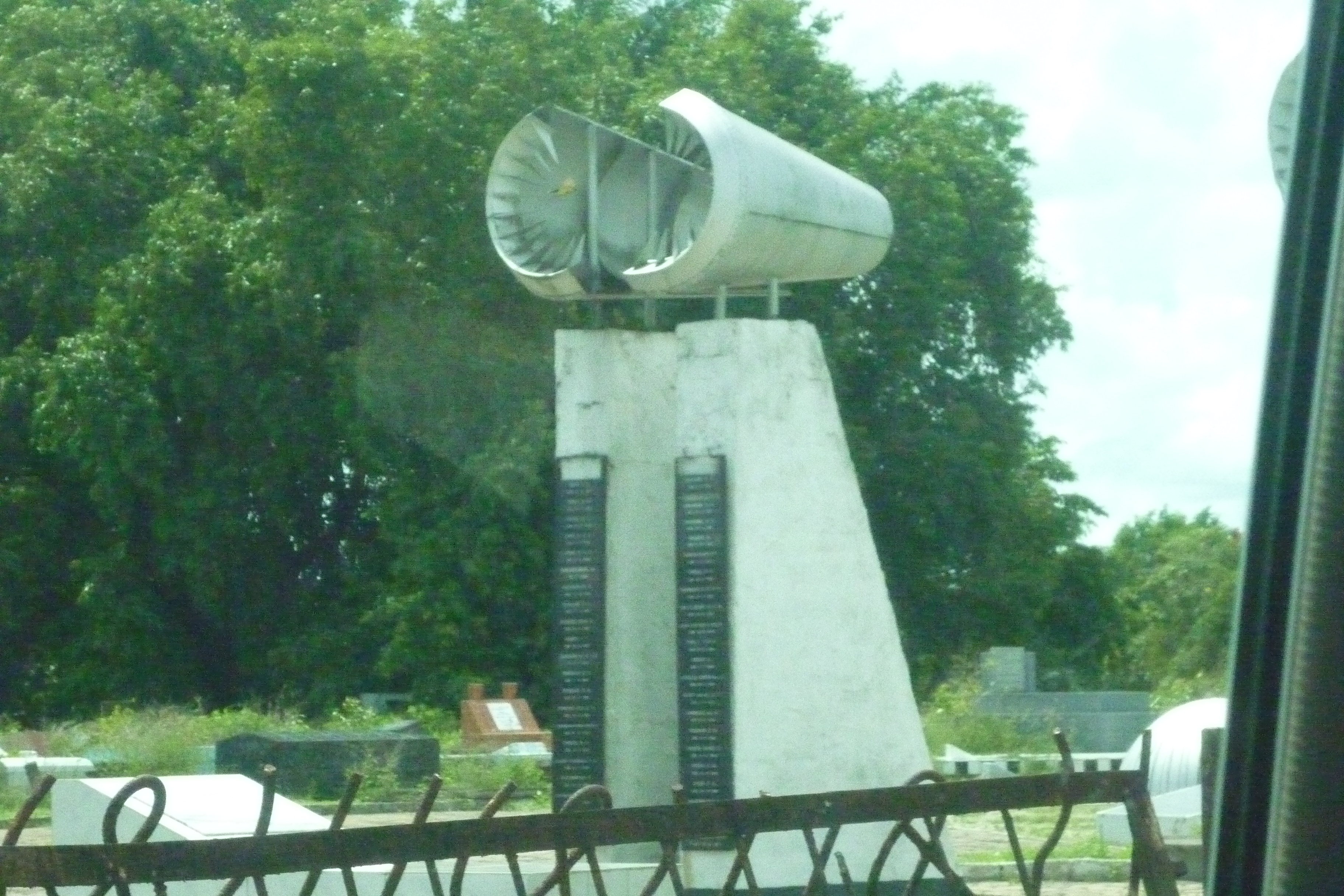
Memorial em Paramaribo

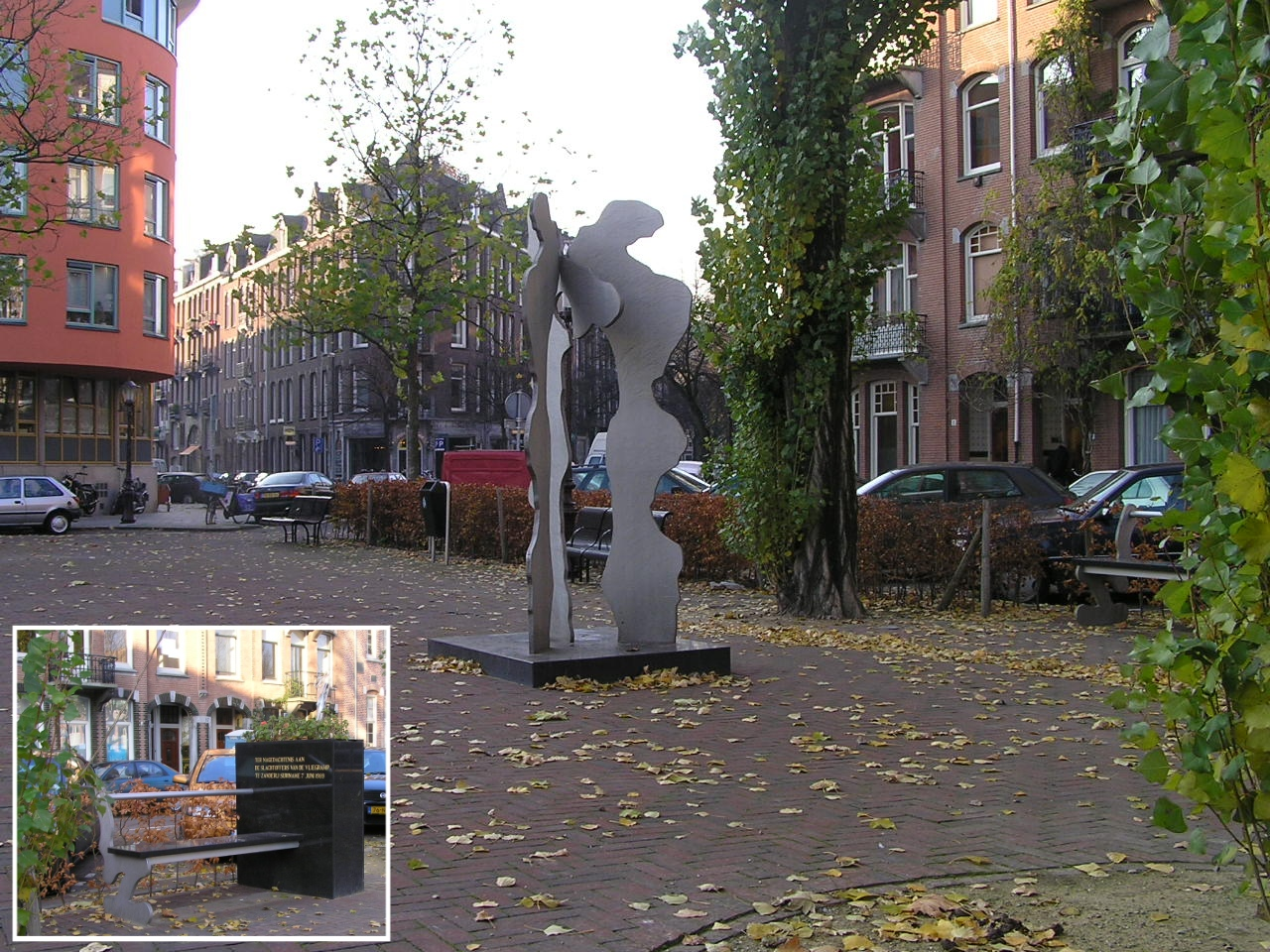
Memorial criado por Gillaume Lo-A-Njoe

### Jogadores
- Ruud Degenaar, 25 (Heracles Almelo)
- Lloyd Doesburg, 29 (AFC Ajax)
- Steve van Dorpel, 23 (Volendam)
- Wendel Fräser, 22 (RBC Roosendaal)
- Frits Goodings, 25 (Wageningen)
- Jerry Haatrecht, 25 (Neerlandia); viajou no lugar de seu irmão Winston Haatrecht, que desistiu
- Virgall Joemankhan, 20 (Cercle Brugge)
- Andro Knel, 21 (NAC Breda)
- Ruben Kogeldans, 22 (Willem II)
- Ortwin Linger, 21 (HFC Haarlem); faleceu 3 dias depois
- Fred Patrick, 23 (PEC Zwolle)
- Andy Scharmin, 21 (FC Twente)
- Elfried Veldman, 23 (De Graafschap)
- Florian Vijent, 27 (Telstar)
- Pais do ex-meio-campista Romeo Castelen

### Comissão técnica
- Nick Stienstra, 33 (treinador do RC Heemstede)

### Tripulação
- Will Rogers (piloto)
- Glen Tobias (primeiro-oficial)
- Warren Rose (engenheiro de voo)

### Sobreviventes
- Sigi Lens, 25 (Fortuna Sittard; tio do atacante Jeremain Lens, fraturou a pélvis e encerrou a carreira, virando empresário de jogadores;
- Edu Nandlal, 25 (Vitesse); sofreu uma lesão na medula e ficou tetraplégico, porém recuperou gradualmente os movimentos;[3]
- Radjin de Haan, 19 (Telstar); fraturou uma vértebra e chegou a voltar aos gramados antes de pendurar as chuteiras, quando percebeu que seu nível futebolístico não era o mesmo antes do acidente.[4]